# Miroslav Cikán
Miroslav Cikán (* 11. Februar 1896 in Prag; † 1. Februar 1962 ebenda) war ein tschechischer Filmregisseur.

## Leben
Zu seiner Profession kam er auf Umwegen über Hilfs- und Aisstenzarbeiten in Laboratorien und Studios. Sein Debütfilm Das Haus in der Vorstadt (Dům na předměstí) erschien 1933. Er gehörte in den Vorkriegsjahren zu den bedeutendsten und am meist beschäftigten Regisseuren. Cikan arbeitete in dieser Zeit mit einer Reihe bekannter Filmgrößen zusammen, darunter Hugo Haas, Jan Werich, Vlasta Burian und Jindřich Plachta.
Während des Krieges drehte er unter dem Namen Friedrich Zittau. Nach dem Krieg beschäftigte er sich mit Dramen aus der Zeit der Okkupation und historischen Filmen. Zu einigen Filmen schrieb er das Drehbuch.

## Filmografie
- 1933: Záhada modrého pokoje
- 1933: Dům na předměstí
- 1934: Pán na roztrhání
- 1934: Hrdinný kapitán Korkorán
- 1934: Na Svatém Kopečku
- 1934: Bei uns in Krähwinkel (U nás v Kocourkově)
- 1934: Na růžích ustláno
- 1935: Barbora řádí
- 1935: Král ulice
- 1936: Komediantská princezna
- 1936: Lojzička
- 1936: Vzdušné torpédo 48
- 1936/1944: Das schwarze Schaf
- 1937: Děvče za výkladem
- 1937: Batalion
- 1937: Andula vyhrála
- 1937: Poslíček lásky
- 1938: Milování zakázáno
- 1938: Její pastorkyně
- 1938: Svět, kde se žebrá
- 1938: Vandiny trampoty
- 1939: Studujeme za školou
- 1939: V pokušení
- 1939: Kdybych byl tátou
- 1939: Osmnáctiletá
- 1939: Veselá bída
- 1939: Příklady táhnou
- 1939: Dobře situovaný pán
- 1939: Studujeme za školou
- 1940: Konečně sami
- 1940: Štěstí pro dva
- 1940: Zweimal Perikles (Pelikán má alibi)
- 1941: Pro kamaráda
- 1941: Provdám svou ženu
- 1941: Z českých mlýnů
- 1942: Dlouhý, Široký a Bystrozraký
- 1942: Karel a já
- 1943: Cesta do Vídně
- 1944: Glück unterwegs
- 1944: Předtucha
- 1944: Paklíč
- 1944: U pěti veverek
- 1946: Lavina
- 1946: Hrdinové mlčí
- 1947: Die Tugend und der Teufel (Alena)
- 1948: O ševci Matoušovi
- 1949: Fall Z-8 (Případ Z-8)
- 1950: Pára nad hrncem
- 1951: Dem Morgen entgegen (Boj sa skončí zajtra)
- 1953: Výstraha
- 1954: Verhängnisvolle Spuren (Na konci města)
- 1956: Muž v povětří
- 1956: Jurášek
- 1959: Am Ende des Weges (Konec cesty)